# 레트로시트

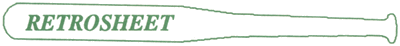
레트로시트 로고

레트로시트(Retrosheet)는 메이저 리그 베이스볼의 박스스코어와 실황 중계 내용을 보여주는 비영리 단체이다. 델라웨어 대학교의 생물학 교수였던 데이비드 스미스가 1989년 설립했다.